# زراهنة (سيدي عبد الخالق)
زراهنة هي إحدى مشيخات المملكة المغربية، تتبع جغرافيا لإقليم برشيد وإداريًا لسيدي عبد الخالق. يقدر عدد سكانها بـ 2581 نسمة حسب الإحصاء الرسمي للسكان والسكنى لسنة 2004.